# ولي كيراني

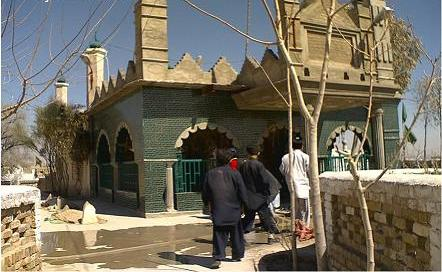
ضريح ولي مودون الجشتي الكيراني، في كويتا، بلوشستان، باكستان (2008)

خواجة ولي مودوي الكيراني الجشتي (الفارسية: خواجه ولی مودودی چشتی کرانی) (حوالي 1470 م) كان وليًّا مسلمًا. تاريخ ميلاده وتاريخ وفاته غير معروفين، ولكن يُعتقد أنه عاش في فترة حكم السلطان حسين ميرزا في هرات حوالي عام 1470.

## شجرة العائلة

أصل مودو الجشتي كيراني

1. الإمام علي بن أبي طالب ، دفن في مسجد الإمام علي في النجف ، العراق (ت 17 مارس 599 - ت 28 فبراير 661؛ عمره 61 عامًا)
2. الإمام الحسين بن علي ، مدفون في مرقد الإمام الحسين في كربلاء ، العراق (إفطار 4 ساعات – عشاء 60 ساعة)
3. الإمام علي بن الحسين السجاد، زين العابدين، دفن في جنة البقيع في المدينة المنورة ، المملكة العربية السعودية (ب 38 هـ - د 94 هـ)
4. الإمام محمد بن علي الباقر العلوم، دفن في جنة البقيع في المدينة المنورة ، المملكة العربية السعودية (ب 57 هـ - د 114 هـ)
5. الإمام جعفر الصادق الصادق – في جنة البقيع في المدينة المنورة ، المملكة العربية السعودية (ب 80هـ – د 148هـ)
6. الإمام موسى الكاظم الكاظم في الكاظمية ببغداد العراق (ب ١٢٨هـ – د ١٨٣هـ)
7. الإمام علي بن موسى الرضا في مرقد الإمام الرضا ، مشهد ، إيران (ب ١٥٣ هـ - د ٢٠٣ هـ)
8. الإمام محمد بن علي التقي الجواد في الكاظمية ببغداد العراق (ب 195هـ – د 220هـ)
9. الإمام علي الهادي النقي في الجامع العسكري في سامراء بالعراق (ب 214 هـ - د 254 هـ)
10. الإمام الحسن العسكري في الجامع العسكري في سامراء بالعراق ( ب 232 هـ - د 260)
11. عبد الله علي أكبر (ب 238هـ – ت 292هـ) بن حسن العسكري
12. أبو محمد الحسين في جشت هيرات، أفغانستان (ب ه – د 352 هـ)
13. أبو عبد الله محمد في جشت هرات، أفغانستان (ق 270 – د 324)
14. أبو جعفر إبراهيم في جشت هرات، أفغانستان (ب؟ح – ت 370هـ)
15. شمس الدين أبو نصار محمد سامان في جشت هرات، أفغانستان (ب؟ه – د 398هـ)
16. أبو يوسف بن سمعان في تششت هرات، أفغانستان (ب 375هـ – د 459هـ)
17. قطب الدين مودود جشتي في هرات، أفغانستان (ت 430هـ – ت 527هـ) [1]
18. خواجة نجم الدين أحمد مشتاق في جشت هرات، أفغانستان (ب 492 هـ – د 577 هـ)
19. ركن الدين حسين الجشتي في جشت هرات، أفغانستان (ب 545 هـ - د 635 هـ)
20. قدوة الدين محمد في جشت هرات، أفغانستان (ت ٥٨٤ هـ – ت ٦٢٤ هـ)
21. عود الدين خواها أبو أحمد سيد محمد في جشت، هرات، أفغانستان
22. تقي الدين يوسف في جشت هرات، أفغانستان (ب 662 هـ – د 745 هـ)
23. نصار الدين وليد في جشت هرات، أفغانستان (ب 727 هـ – د 820 هـ)
24. شال بير بابا الجشتي مودودي في كويتا ، تشاوني، بلوشستان، باكستان
25. والي كيراني مودودي الجشتي في كيراني [الإنجليزية] ، كويتا، بلوشستان، باكستان

## معرض الصور

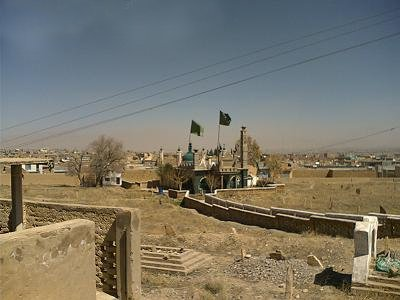
الاقتراب من مجمع مقبرة والي مودو الجشتي في كيراني (2008)
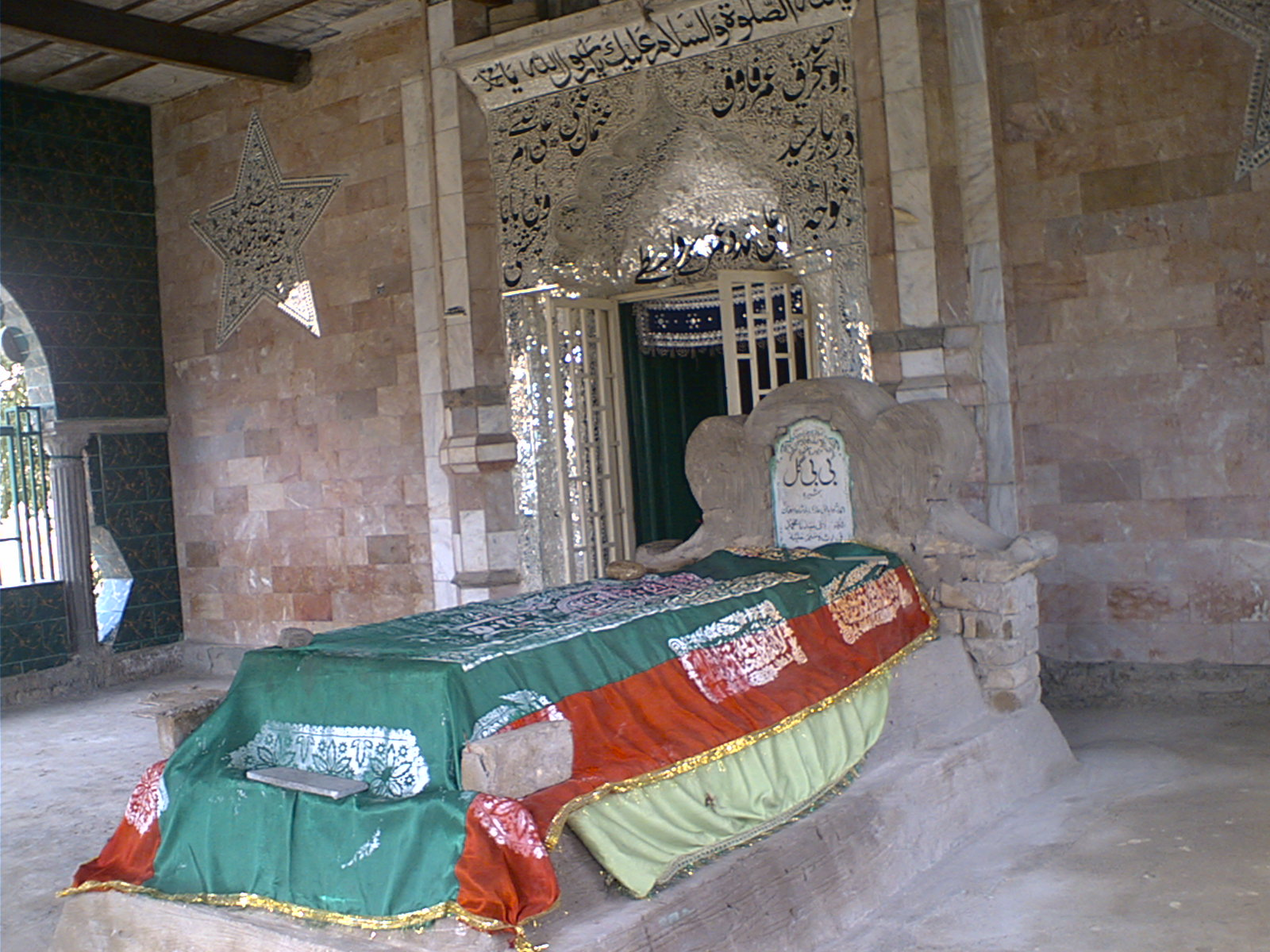
قبر أخت أحمد شاه عبدلي في صحن مرقد ولي كيراني
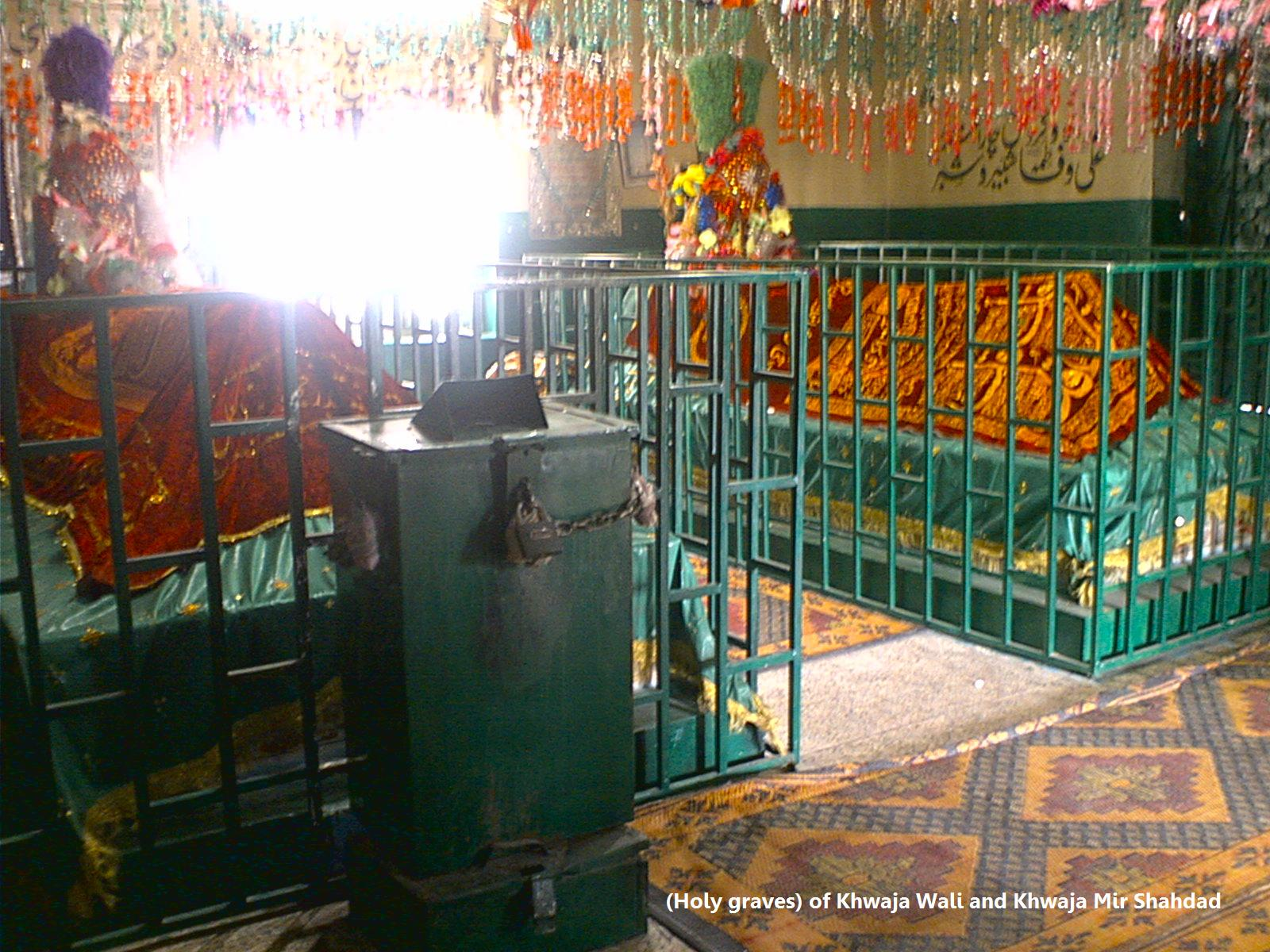
داخل الضريح: قبري خواجة ولي كيراني ومير شهداد
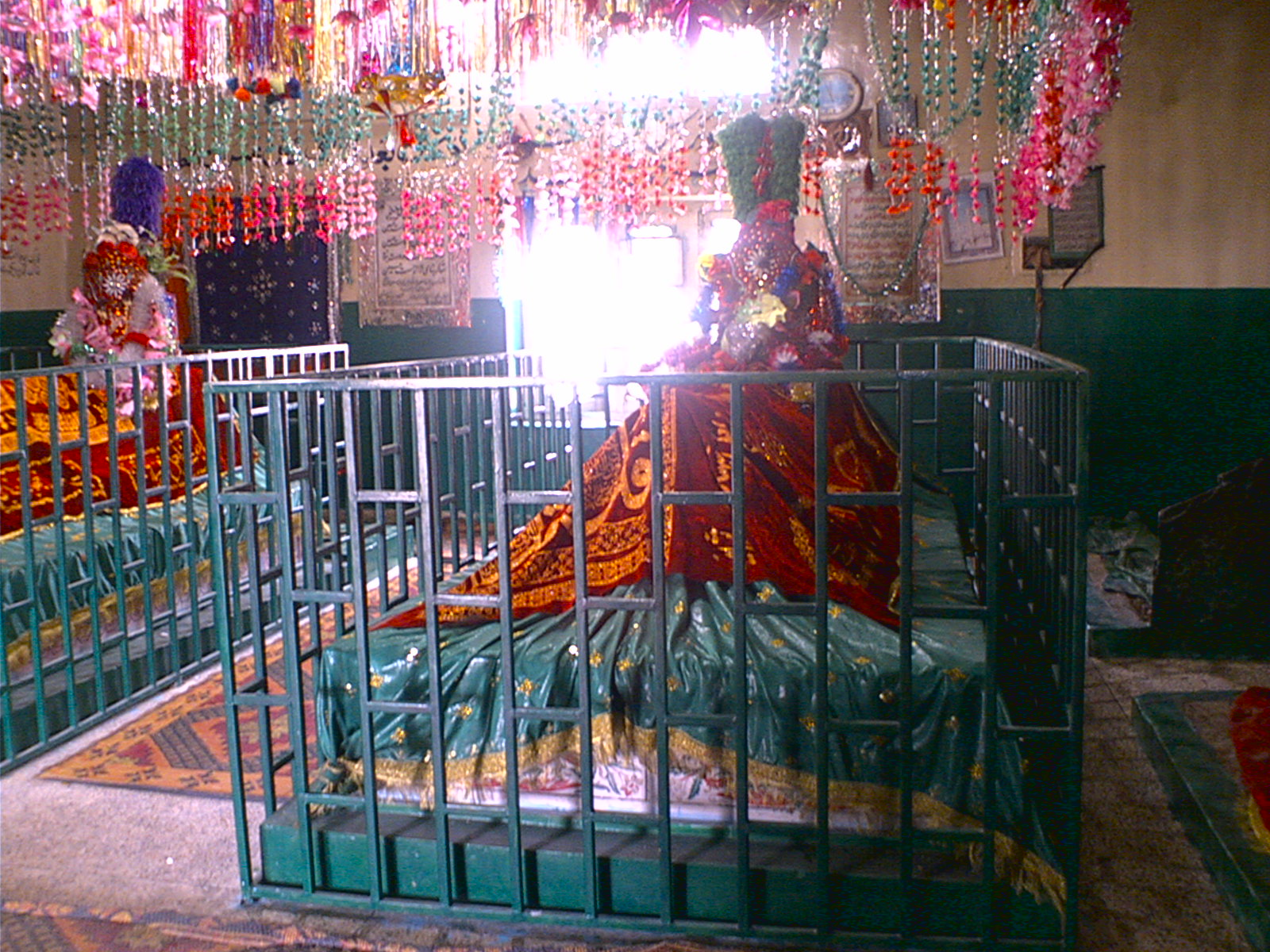
منظر آخر للمقابر
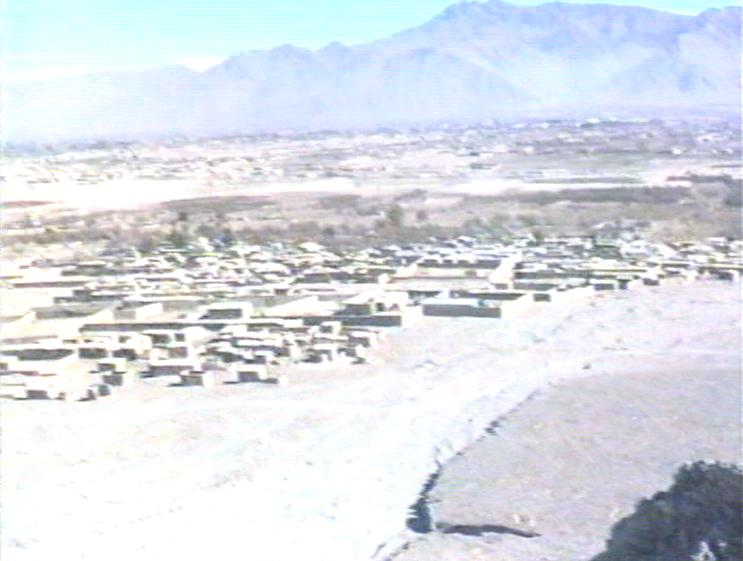
بانوراما قديمة لكيراني (1985)
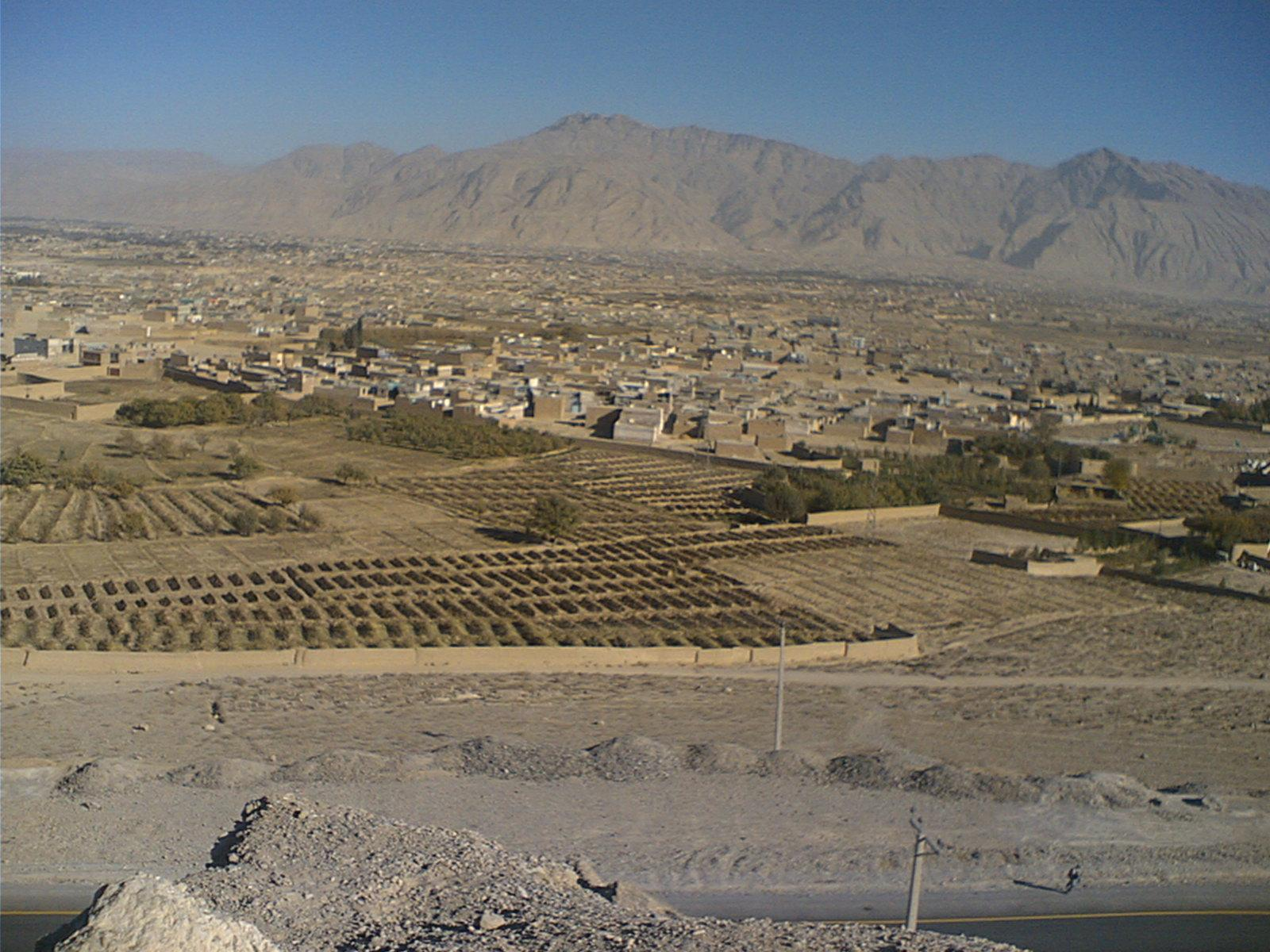
بانوراما جديدة لكيراني (2008)
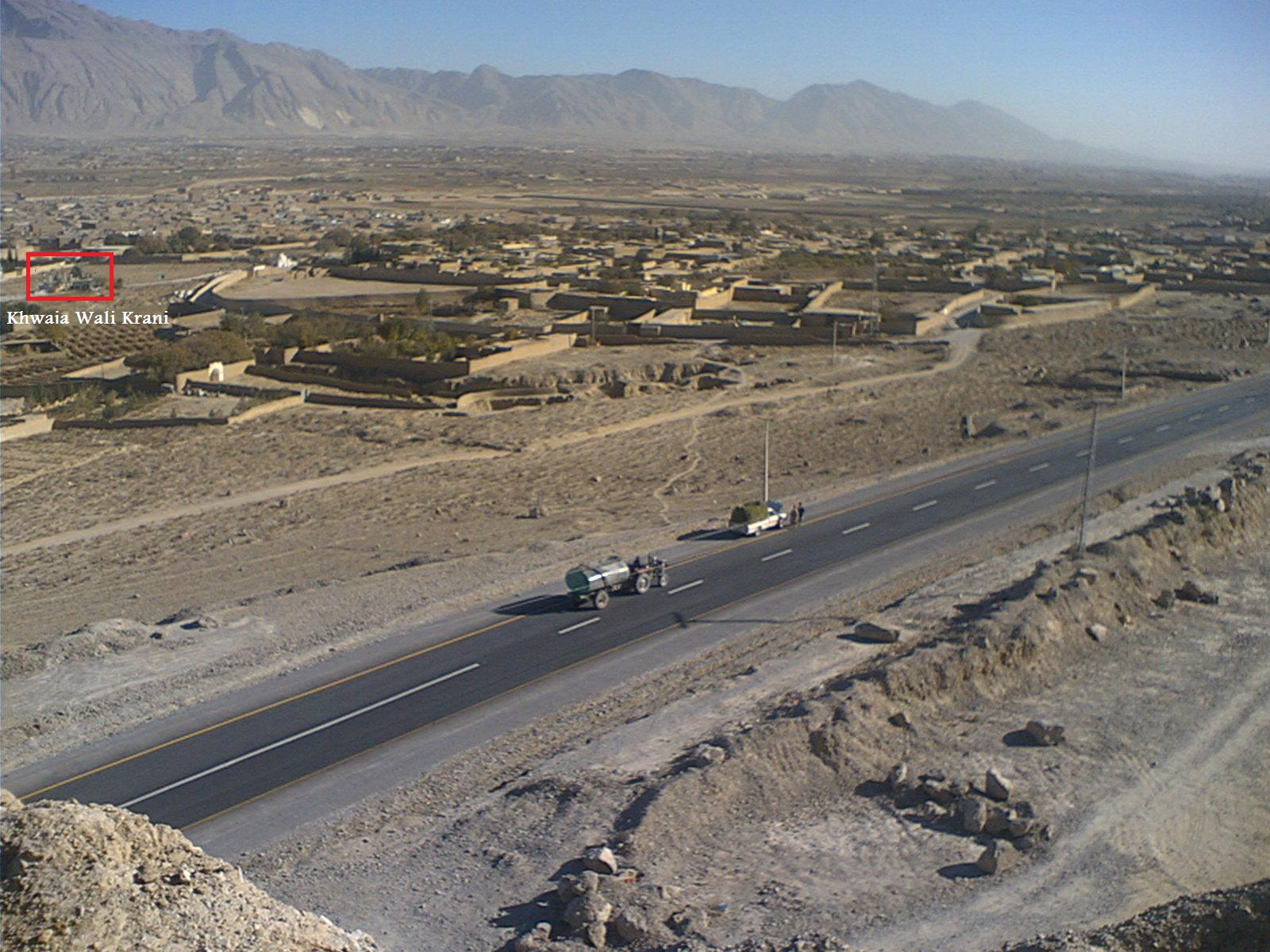
بانوراما كيراني (2008)، مع صندوق أحمر يظهر قبر خواجة والي كيراني
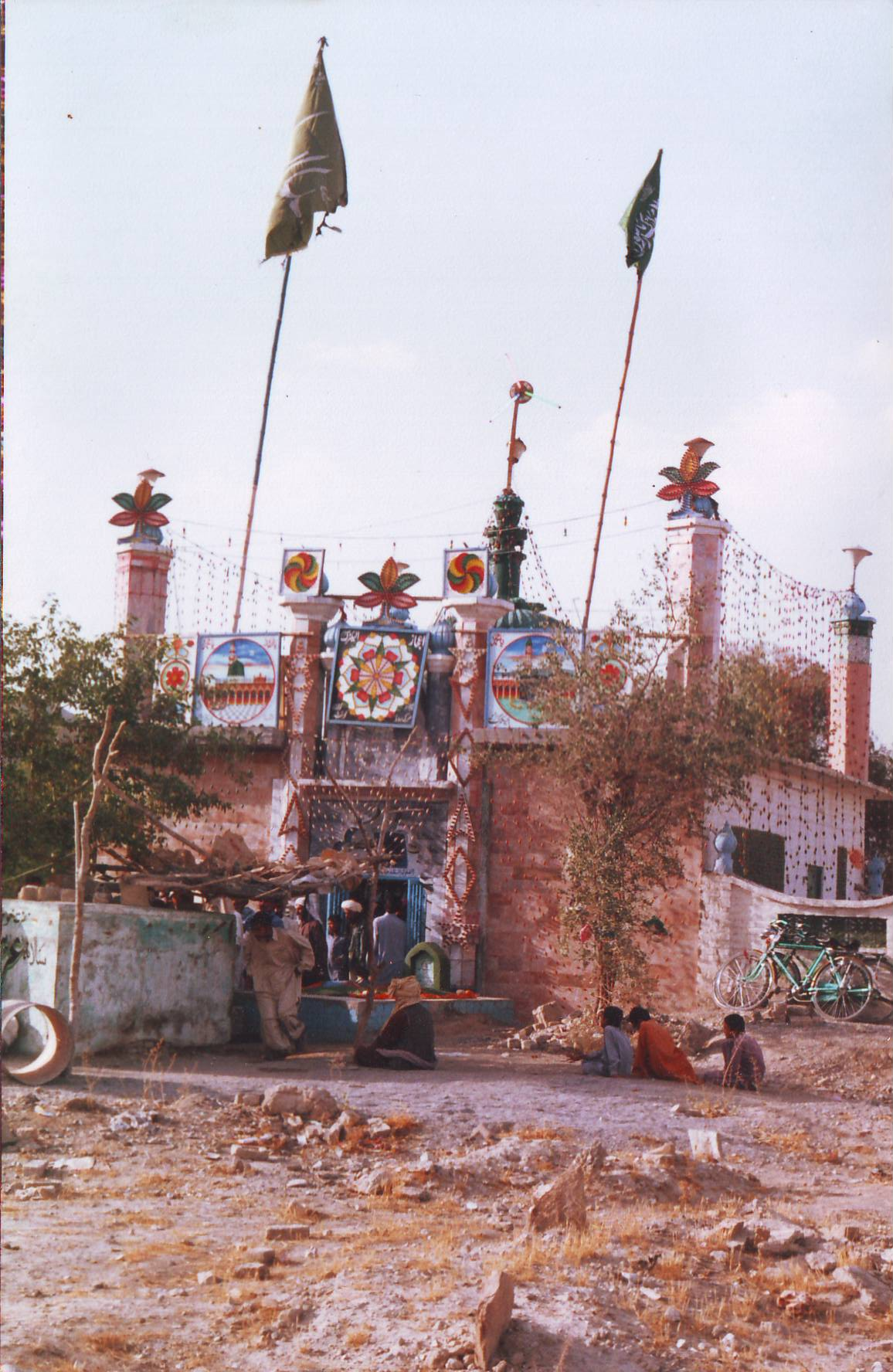
الجزء الخارجي من ضريح والي كيراني (1999)
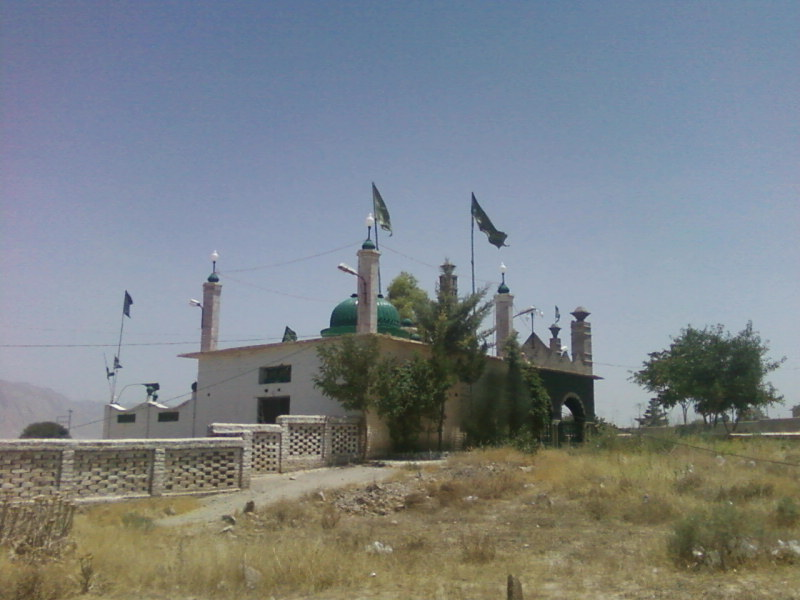
الخارج: أمام قبر خواجة والي كيراني (2009)
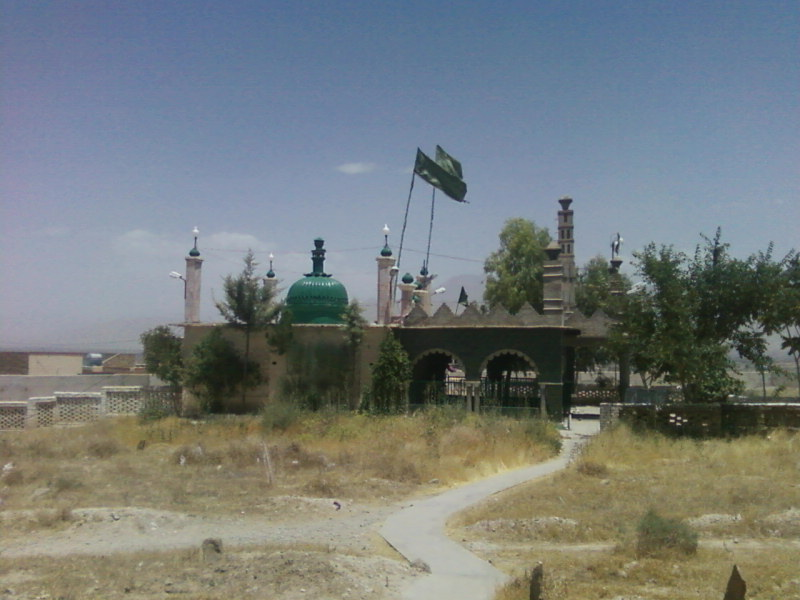
الخارج: جانب قبر خواجة والي كيراني (2009)
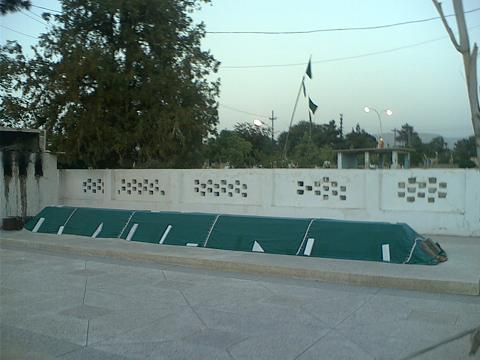
ضريح خواجة نقر الدين شعال بير بابا في كويتا ، 2008

## مراجع

من كتاب خواجة مودود الجشتي

## طالع أيضًا
- قائمة الأضرحة والمزارات في باكستان [الإنجليزية]
- التصوف

## ملحوظات
1. ↑  "Shajara-e-nasab lineages of descendants of Imam Hasan al-Askari r.a.-Shajara.org" (بen-EN). Archived from the original on 2023-03-26. Retrieved 2020-06-29.{{استشهاد ويب}}:  صيانة الاستشهاد: لغة غير مدعومة (link)